# Kastberga
Kastberga är en ort i Eslövs kommun i Skåne län, cirka 5 km nordost om Eslöv. År 1990 avgränsade SCB den centrala bebyggelsen i Kastberga till en småort med beteckningen Eslöv:1. Från 2015 avgränsade här åter en småort. Vi avgränsningen 2020 uppfyllde inte längre kraven för småort och den avregistrerades, men återfick statusen som småort igen 2023.
Vid Kastberga är Eslövs flygplats och Kastberga slott belägna. Det fanns fram till 1934 även en station längs järnvägen mellan Eslöv och Hörby. 

## Historia
Det fornnordiska kas, kase eller kås betydde "sätta upp i hög". Det fornnordiska biarka betydde "mark" och blev till bjeret, bjäret och berga. Kastberga skulle således betyda "Gården i Storskogen" eller "Storskogsgård" (efter de stora kasarna).